# 미스터슬램
미스터슬램은 대한민국의 남성 음악 그룹이다. 2012년 1집 앨범 [Don`t Call Me Baby]로 데뷔했다.

## 음반
- Don't Call Me Baby (2012)

## 기타
- 오예밴드 - 포 빅토리 (2012) 피처링